# Sensualité
Pour les articles homonymes, voir Sensualité (homonymie).

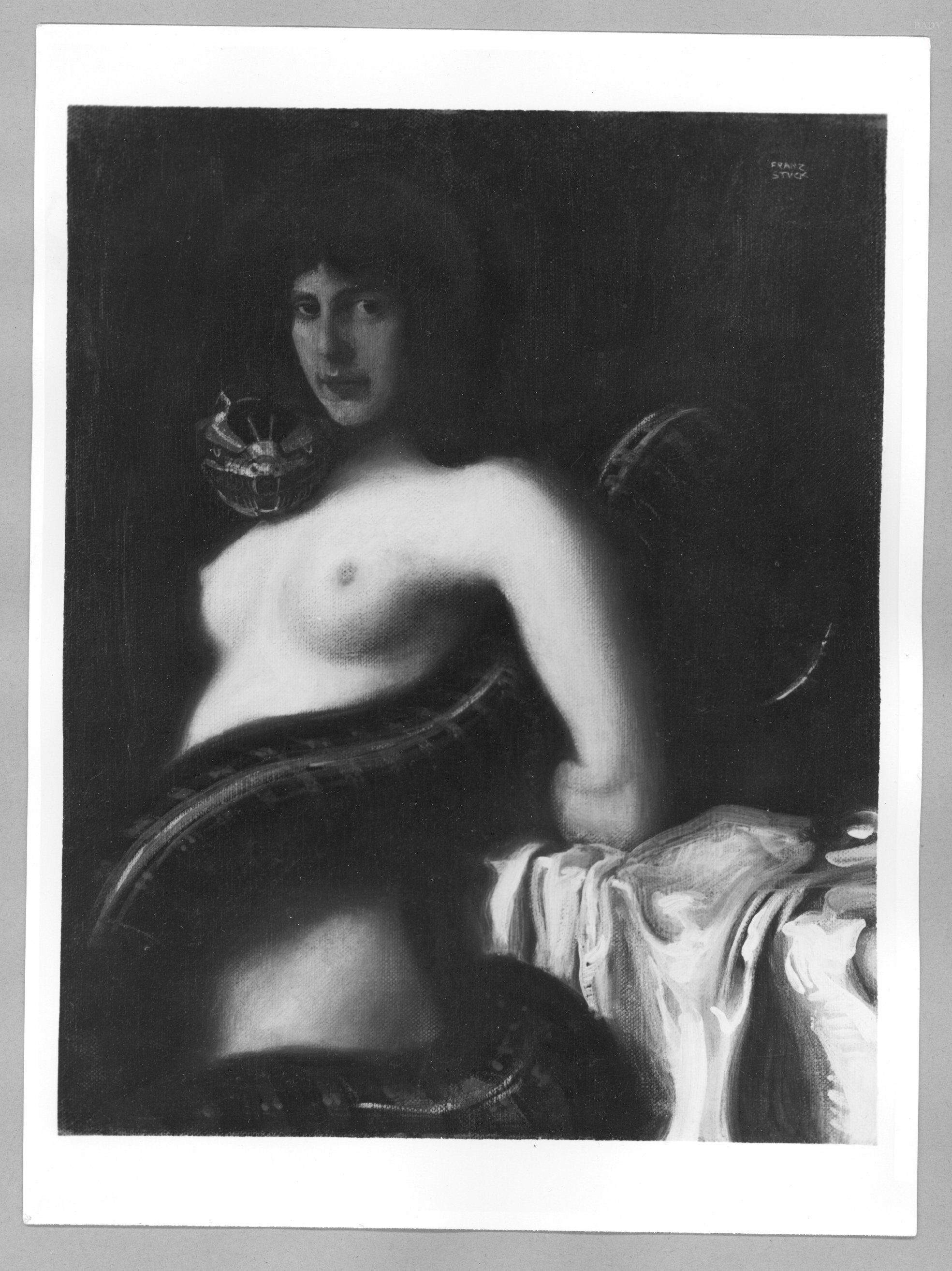
Franz von Stuck, La sensualité, 1889-1891, au Führermuseum.

La sensualité est l'attachement aux plaisirs des sens. 
Le terme désigne aussi l'attribut, la qualité, l'acte, l'effet ou l'état de ce qui est sensuel. Ce dernier n'est pas obligatoirement lié à la sexualité ou à l'attirance sexuelle. La sensualité peut être aussi esthétique ou artistique.  
Cette signification du mot « sensuel » peut être extraite à partir de questions étymologiques et sémantiques. « Sensuel » est lato sensu tout ce qui a rapport à un sens — englobant tous ceux qui existent dans la vie humaine. De sorte que la sensualité signifie tout ce qui a rapport avec toutes formes de sensation causées par les cinq sens (audition, vue, odeur, goût, contact). 
Cette signification étant la plus générique, elle inclut toutes les choses vivantes, et non pas seulement ou exclusivement l'être humain. En dépit de ceci, d'un point de vue de relation humaine, la compréhension courante du mot « sensualité » désigne ce qui a trait à l'attirance sexuelle ou à la sexualité humaine.